# Batalla de Ulm
La batalla de Ulm constituyó una victoria importante de la Grande Armée de Napoleón Bonaparte sobre un ejército austriaco comandado por el general Mack von Leiberich que tuvo lugar en Ulm, entonces parte del Electorado de Baviera y, en la actualidad, ciudad perteneciente al estado federado alemán de Baden-Wurtemberg. 
En 1805, Inglaterra, Austria, Suecia y Rusia formaron la Tercera Coalición para derrocar al Imperio francés. 
Los austriacos, con 72.000 soldados bajo el mando del general Mack von Leiberich, iniciaron una invasión prematuramente mientras los rusos aún se encontraban marchando a través de Polonia, esto llevó al conflicto a Austria antes de que los rusos pudieran llegar al frente. El error cometido por los aliados tenía que ver con el calendario, mientras los austriacos usaban el gregoriano, los rusos usaban el anticuado calendario ortodoxo, por lo tanto ambas naciones manejaban diferentes fechas. 
Al fracasar la invasión de Inglaterra, el 27 de agosto Napoleón decide cambiar de estrategia y hacer valer la superioridad francesa en tierra. El gran ejército francés acantonado en Boulogne se dirige hacia Viena cruzando el Rin desde Estrasburgo a Weißenburg. Tras una veloz marcha, cuya rapidez confunde a sus rivales, el 25 de septiembre estaban en posición de enfrentarse a las fuerzas del general Mack, alrededor de Ulm, El 7 de octubre, Mack tuvo noticias de que Napoleón pensaba marchar rodeando su flanco derecho para cortar sus líneas de las rusas, que se acercaban vía Viena, por consiguiente, cambió el frente, situando su ala izquierda en Ulm y su ala derecha en Rain, pero los franceses cruzaron el Danubio en Neuburg.
Tratando de evadir el cerco, Mack intentó cruzar el Danubio en Günzburg, pero tropezó con el sexto cuerpo del ejército francés el 14 de octubre en la batalla de Elchingen, perdiendo 2000 hombres y viéndose forzado a regresar a Ulm. El 16 de octubre, Napoleón había rodeado el ejército austriaco en Ulm.
 En contra de la opinión de su Estado Mayor, Napoleón decidió no atacar la ciudad, opina que un asalto sería costoso en hombres y, de todas formas, Ulm caerá rápidamente. Mack está falta de alimentos, por lo que, si el ejército ruso no llega en su auxilio, decide resistir hasta el  25 de octubre. No obstante, el 20 de octubre, tras un ligero bombardeo de la artillería francesa, cede y negocia los términos de rendición. En la entrega (conocida como el Convenio de Ulm), Mack ofreció su espada y se presentó a Napoleón como "el desafortunado General Mack." Bonaparte sonrió y respondió: devuelvo al infortunado General su espada y su libertad, junto con mis saludos a su emperador."

## Balance
25 000 austriacos fueron capturados, entre ellos 18 generales, y se tomaron  60 cañones. Los franceses sufrieron 500 muertos y 1000 heridos cifra muy baja para  una batalla tan decisiva para el futuro de la campaña. 
La tropa apresada fue  enviada a Francia, mientras que a los oficiales se les permitió regresar a su país. Mack fue juzgado y condenado a muerte, pero indultado por el emperador Francisco II de Austria cayó en desgracia y es encarcelado durante dos años.
En menos de quince días, la Grande Armée puso fuera de combate 60 000 austriacos y 30 generales, además de capturar todas las armas y bagajes.
La Campaña de Ulm es considerada uno de los mejores ejemplos de victoria estratégica; fue ganada sin ninguna batalla importante. Los austriacos cayeron en la misma trampa que Napoleón había tendido en la Batalla de Marengo, pero con mayor éxito. Todo fue preparado para confundir al enemigo.
El mismo Napoleón, en el Boletín de la Grande Armée de fecha 21 de octubre de 1805, proclama: 

Soldados del Gran Ejército, os anuncié una gran batalla,  pero gracias a las equivocadas maniobras del enemigo, hemos podido conseguir el mismo éxito sin correr ningún riesgo. En quince días hemos hecho la campaña.

De hecho, Napoleón, tras derrotar a los más importantes ejércitos austríacos, asegura su entrada en el Viena, que se tomará un mes más tarde.

## Consecuencias
Aunque derrota a Mack, Bonaparte aún no ha vencido a la tercera coalición: los rusos avanzan desde Galitzia mientras que el 21 de octubre los Británicos ganaron la batalla de Trafalgar. Napoleón marcha sobre Viena, 'para ahorrar  a los rusos la mitad del camino’, que, después de varios enfrentamientos con los rusos de Mijaíl Kutúzov, es tomada el 14 de noviembre.
Napoleón decide acabar definitivamente con la coalición austro-rusa  persiguiendo a sus ejércitos. La batalla decisiva tuvo lugar en Austerlitz, 80 km al norte de Viena.
De la misma forma que la batalla de Austerlitz la campaña bávara de Napoleón todavía se enseña en las más importantes escuelas militares del mundo.